# George Andrews (Mathematiker)

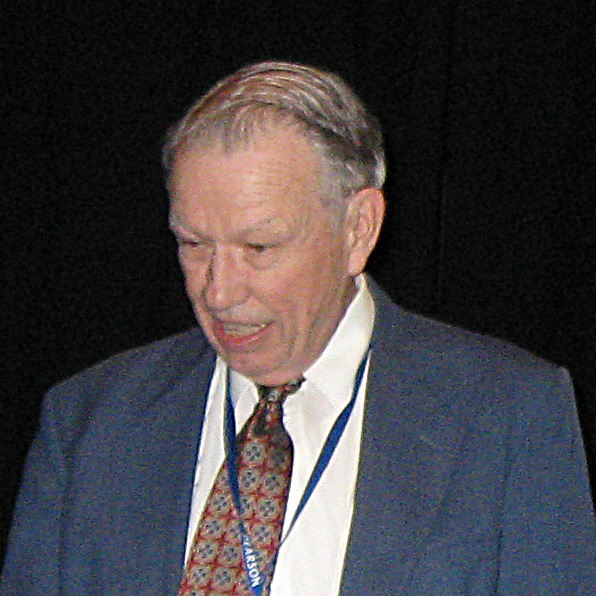
George Andrews 2009

George Eyre Andrews (* 4. Dezember 1938 in Salem, Oregon) ist ein US-amerikanischer Mathematiker, der sich mit Analysis, Kombinatorik und Zahlentheorie  beschäftigt.

## Leben
Andrews promovierte 1964 an der University of Pennsylvania bei Hans Rademacher.  Er ist seit 1981 Evan-Pugh-Professor für Mathematik an der Pennsylvania State University, University Park, an der er seit 1964 (damals als Assistant Professor) ist. 1982 bis 1992 war er zusätzlich Adjunct Professor an der University of Waterloo. Er war unter anderem Gastprofessor an der Universität Straßburg (1983), bei der New Zealand Mathematical Society und an der Australian National University (1983).
Andrews befasste sich insbesondere mit der Theorie der Partitionen (Zerfällungen), mit speziellen Funktionen und hypergeometrischen Reihen. Er gab unter anderem das „verlorene Notizbuch“ von S. Ramanujan heraus, das er 1976 im Archiv der Universität Cambridge wiedergefunden hatte.
1990/91 war er Gastwissenschaftler am Thomas Watson Research Center von IBM. 1982/83 war er Guggenheim Fellow.
Er ist Mitglied der National Academy of Sciences (2003) und der American Academy of Arts and Sciences (1997). 2009 wurde er Präsident der American Mathematical Society (AMS), deren Fellow er ist. 1999 erhielt er den Centennial Award der University of Pennsylvania und 1980 hielt er die Hendrick Lecture der Mathematical Association of America. Er ist Mitglied australischen, neuseeländischen und Edinburgher Mathematischen Gesellschaft. Die University of Florida verlieh ihm 2002 die Ehrendoktorwürde. Für 2023 wurde Andrews die Euler-Medaille zugesprochen.
Andrews ist seit 1960 verheiratet und hat drei Kinder.

## Schriften
- Number theory, Dover Publications, 1994, ISBN 0-486-68252-8 (englisch)
- The theory of partitions, Cambridge University Press, 1998, ISBN 0-521-63766-X (englisch)
- mit Richard Askey, Ranjan Roy: Special functions, Cambridge University Press, 1999, ISBN 0-521-62321-9 (englisch; Reihe Encyclopedia of Mathematics and its Applications 71)
- mit Kimmo Eriksson: Integer partitions, Cambridge University Press, 2004, ISBN 0-521-84118-6 (englisch)
- mit Bruce Berndt: Ramanujan’s lost notebook. Part I, Springer, New York 2005, ISBN 0-387-25529-X (englisch)
- Partitions with short sequences and mock theta functions, Proceedings of the National Academy of Sciences 102, 2005, S. 4666–4671 (englisch)
- Herausgeber mit David Bressoud, L. Alayne Parson, The Rademacher Legacy to Mathematics, AMS 2007 (Centenary Conference 21.–25. Juni 1992, Pennsylvania State University)